# Lighttpd
lighttpd (також «lighty», «лайті») — вебсервер, розроблений з розрахунком на швидкість, захищеність і відповідність стандартам. Це вільне програмне забезпечення, розповсюджується за ліцензією BSD. lighttpd працює в GNU/Linux та інших Unix-подібних операційних системах, а також у Microsoft Windows.

## Можливості
- підтримка стиснення віддаваного контенту «на льоту»
- HTTP-аутентифікація
- перезапис URL
- SSL
- автоматичний розподіл навантаження
- візуалізація статистики за допомогою RRDtool[2]

lighttpd підтримує інтерфейси CGI, SCGI, FastCGI і AJP. Це дозволяє використовувати вебзастосунки, написані практично будь-якою мовою програмування.

## Швидкодія
Проект lighttpd почався з бажання автора реалізувати вебсервер, який зміг би витримати одночасно 10 тисяч з'єднань. lighttpd використовує так звану асинхронну обробку мережевих з'єднань. Завдяки цьому завантаженість сервера (на відміну від Apache) при доступі до файлів на диску не залежить від кількості запитів від користувачів.
У lighttpd можна використовувати особливі системні виклики для підвищення швидкості обробки файлів. При цьому задіюються специфічні для конкретної ОС виклики функцій ядра.